# Lập trình cho trái tim
Lập trình cho trái tim là một bộ phim truyền hình được thực hiện bởi FPT Media do Phi Tiến Sơn, NSƯT Phạm Nhuệ Giang và Nguyễn Mạnh Hà làm đạo diễn. Phim phát sóng vào lúc 21h00 thứ 2, 3, 4 hàng tuần bắt đầu từ ngày 1 tháng 4 năm 2009 và kết thúc vào ngày 1 tháng 7 năm 2009 trên kênh VTV3.

## Nội dung

### Phần 1
Bộ phim nói về tình yêu của Lâm và Vũ Vũ. Vũ Vũ là một sinh viên mới ra trường ngành công nghệ thông tin, quê ở tỉnh Lào Cai, còn Lâm là một chàng trai thành phố làm việc cho VNT. Câu chuyện tình yêu của họ bắt đầu bằng sự đối đầu, họ coi nhau là oan gia, ngõ hẹp của nhau. Tình cảm của họ chỉ thực sự bắt đầu khi Vũ Vũ vào làm cùng phòng ở VNT. Vũ Vũ là một cô gái đầy cá tính nhưng cũng đôi chút giản dị. Còn Lâm là một chàng trai đầy bản lĩnh và cũng có phần đẹp trai. Lúc đầu, họ chỉ coi nhau là đồng nghiệp. Ở công ty, rất nhiều trận cãi nhau. Nhưng đến một ngày, Lâm mới biết rằng mình đã yêu Vũ Vũ. Anh đã đến tận nhà Vũ để thổ lộ tình yêu của mình đối với cô. Nhưng tình yêu đó vẫn bị "con hồ ly tinh" Diệu Ly can thiệp. Nhưng cuối cùng thì họ vẫn thuộc về nhau sau khi Vũ Vũ đi học ở Mỹ hơn 3 năm. Sau khi cô về, họ đã tổ chức đám cưới ngay tại nhà Lâm... 

### Phần 2
Từ đó, họ thành vợ chồng của nhau, và chuyển ra ở riêng. Làm việc ở công ty, bỗng nhiên Vũ lại được lên chức. Lâm thấy buồn và tự ái vô cùng vì năng lực của mình kém hơn vợ nên quan hệ của hai người không được yên ổn. Không lâu sau, Vân xuất hiện cạnh Lâm. Lý do này lại càng khiến hai người dễ hiểu lầm nhiều hơn. Lâm quyết định bỏ việc và tự lập công ty lấy tên là L&V theo gợi ý của Tùng. Vân đi theo Lâm và thuê cho Lâm một khu đất khá rộng cho công ty theo như dự kiến của Lâm, Vân ngày càng dễ tiếp cận với Lâm một cách dễ dàng hơn. Nhưng một ngày, Vân có thai với Lâm và cô cố tình nói với Vũ điều đó khiến Vũ trở nên bối rối, đau khổ và sự hiểu lầm giữa hai người ngày càng lớn. Vũ đề nghị Lâm ly hôn và ra ở riêng. Sự xuất hiện của Dũng càng khiến cuộc tình căng thẳng vì Dũng (đồng nghiệp của Vũ) cũng có cảm tình với cô. Còn Vân thì tìm cách lấy dữ liệu của L&V vì bị Túc - người tình cũ, đối thủ của Hoàng Lâm đe doạ,. Sau đó, cô bị chính người này đánh và sẩy thai, cuối cùng, cả hai người đều bị bắt vì ăn cắp tài liệu. Vũ về nhà và hai người quay lại với nhau...

## Diễn viên
- Quỳnh Nga trong vai Vũ Vũ "Cá sấu chúa"
- Minh Tiệp trong vai Hoàng Lâm "King kong"
- Đồng Thanh Bình trong vai Tùng "Giun đất"
- Lan Hương trong vai Tố Uyên
- Đức Khuê trong vai Mạnh "quặp"
- Uy Linh trong vai Lập
- Hồng Quang trong vai Bình
- Minh Hà trong vai Diệu Ly

Cùng một số diễn viên khác....

## Ca khúc trong phim
Bên nhau trọn đời
Sáng tác: Đặng Duy Chiến
Ca sĩ: Lan Hương (5 dòng kẻ)
Mãi mãi yêu anh
Sáng tác: Đặng Duy Chiến
Ca sĩ: Mỹ Dung

## Giải thưởng
| Năm  | Giải thưởng    | Hạng mục                | (Người) đề cử | Kết quả   | Tham khảo |
| ---- | -------------- | ----------------------- | ------------- | --------- | --------- |
| 2009 | Giải Cánh diều | Phim truyện truyền hình | —             | Bằng khen | [ 2 ]     |